# Горбенко, Олег Юрьевич (хоккеист)
Оле́г Ю́рьевич Горбе́нко (род. 6 ноября 1971, Павлоградка, Омская область) — советский и российский хоккеист и тренер. Играл на позиции защитника. Мастер спорта России.

## Биография
Родился в селе Павлоградка Павлоградского сельсовета Павлоградского района Омской области.
Начал заниматься хоккеем в ДЮСШ рабочего поселка Русская Поляна Русско-Полянского района Омской области. С 1988 года занимался в спортивном хоккейном классе в городе Омске.
Воспитанник омского «Авангарда». Карьеру начал в «Ермаке». После двух лет выступлений за ангарскую команду дебютировал в составе родного клуба. За два сезона выходил на лёд в 20-и матчах. Следующий сезон провёл в клубе Высшей лиги «Заполярник» (Норильск).
С сезона 1996/97 начал выступление в хабаровском СКА-«Амуре». В первый же год в клубе Горбенко сумел закрепиться в основном составе и принял участие в матчах Хоккейной лиги Западного побережья в качестве игрока команды «Красная Армия». В команде играл до 2002 года. Наиболее удачными стали сезоны 1997/98 и 1998/99, когда команда по итогам регулярного чемпионата выходила в плей-офф, однако оба раза завершала выступление в первом же раунде.
В 2002 году Горбенко перешёл в московские «Крылья Советов», по ходу сезона покинул команду. Провёл один матч за «Молот-Прикамье». Сезон 2003/04 начинал в «Зауралье» Курган, в середине сезона перешёл в команду Белорусской экстралиги «Юность-Минск», стал чемпионом. В следующем сезоне сменил три команды. В начале играл в «Витязе», после продолжил выступление в минском «Динамо», завершал сезон в составе команды «Голден Амур» (Хабаровск), который играл в Азиатской хоккейной лиге.
Сезон 2005/06 начинал в составе клуба «Мотор» Барнаул. Следующий сезон стал для хоккеиста последним в карьере. Он провёл его в команде, в которой начинал свою карьеру, — в «Ермаке».
Завершив игровую карьеру в 2007 году, Горбенко стал генеральным менеджером клуба из Ангарска.
С 2009 по 2016 год Горбенко являлся главным тренером молодёжной команды «Сиван» («Надежда») из Пекина, а также различных молодёжных и юниорских сборных Китая, руководил студенческой сборной на зимней Универсиаде 2015 года. С 2016 года — тренер ХК «Куньлунь Ред Стар» (Пекин), выступающего в Континентальной хоккейной лиге. В 2017 году перешёл в ярославский «Локомотив» в качестве тренера по физической подготовке. В сезоне 2018/19 являлся тренером защитников в хабаровском «Амуре».
29 мая 2019 года возглавил воскресенский «Химик» из ВХЛ. По итогам сезона «Химик» занял 6-е место в конференции и вышел в плей-офф. Соперником по 1/8 финала Кубка Петрова была «Югра», которая одержала победу в серии 4-1. По окончании сезона 2020/21 покинул «Химик».
В 2021 году — тренер, и. о. главного тренера ХК «Адмирал» (Владивосток).

## Семья
Женат, имеет двух сыновей 1993 и 2006 годов рождения. Старший сын работает тренером в Китае.
Горбенко, Игорь Юрьевич — брат-близнец, хоккеист и тренер.

## Статистика
| Легенда | Легенда                    | Легенда | Легенда                   | Легенда | Легенда    |
| ------- | -------------------------- | ------- | ------------------------- | ------- | ---------- |
| И       | Количество проведённых игр | Штр     | Штрафное время            | +/−     | Плюс-минус |
| Г       | Голы                       | П       | Голевые передачи          | О       | Очки       |
| -       | Статистика неизвестна      | —       | Статистика не учитывалась |         |            |

### Клубная
- a В «Регулярном сезоне» учитывается статистика игрока совместно с Переходным турниром.

## Достижения

### Как игрок
Командные
| Год  | Команда      | Достижение         | Достижение |
| ---- | ------------ | ------------------ | ---------- |
| 2004 | Юность-Минск | Чемпион Белоруссии |            |

### Как тренер
Командные
| Год  | Команда      | Достижение                                                | Достижение |
| ---- | ------------ | --------------------------------------------------------- | ---------- |
| 2015 | Китай (мол.) | Победитель Третьего дивизиона молодёжного чемпионата мира |            |

## Фотогалерея

Тренерская работа в Китае
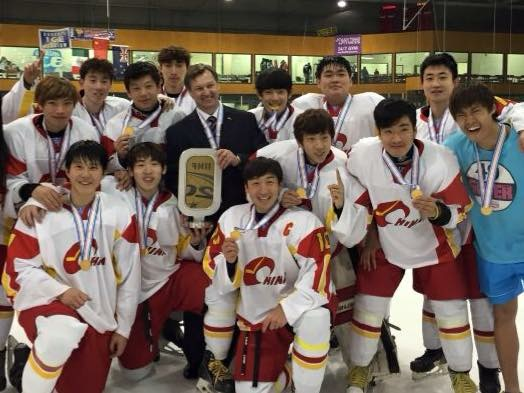
Вместе с подопечными после победы в III-ем дивизионе молодёжного чемпионата мира
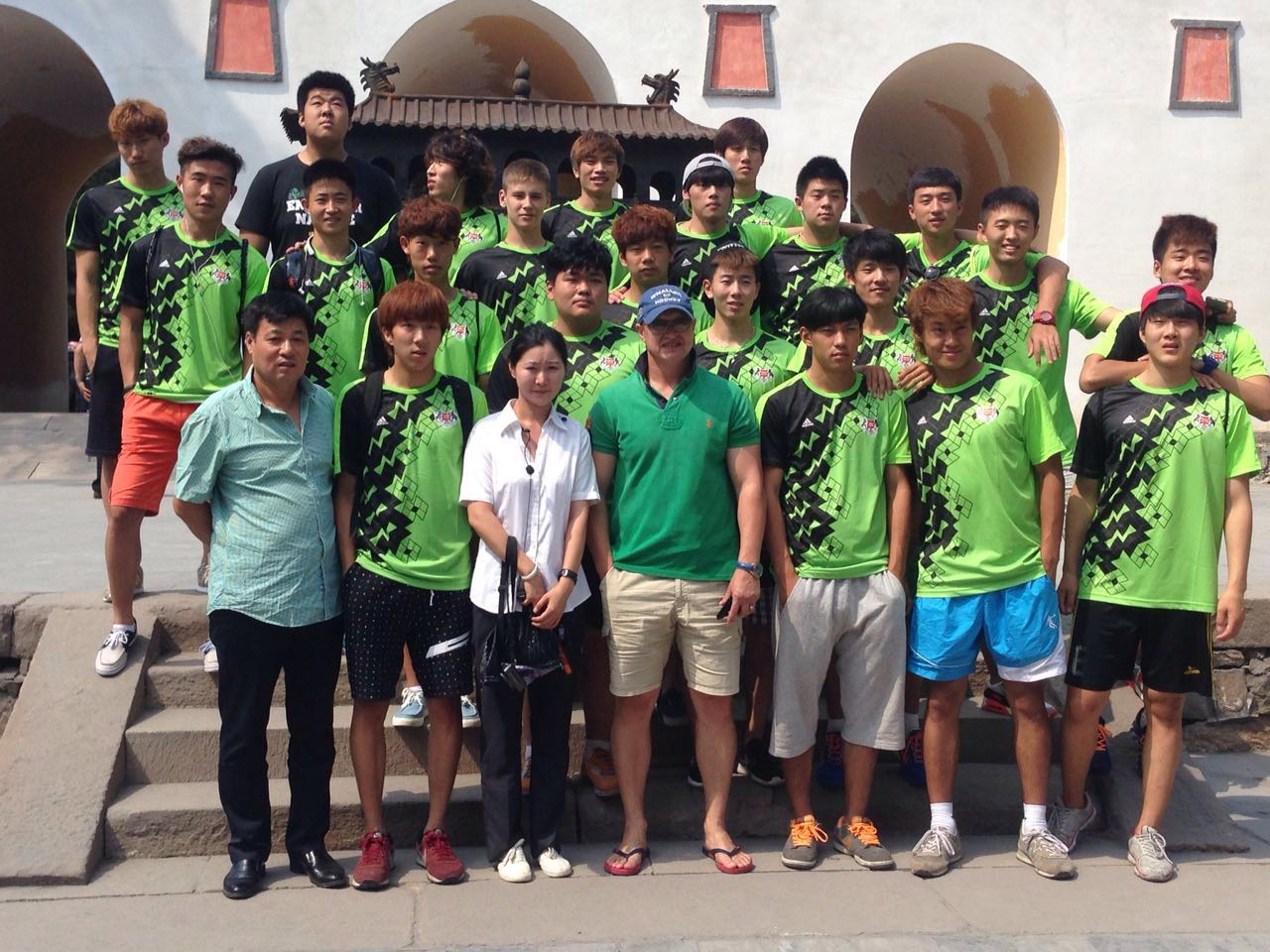
Молодёжная команда «Севан» (Пекин)
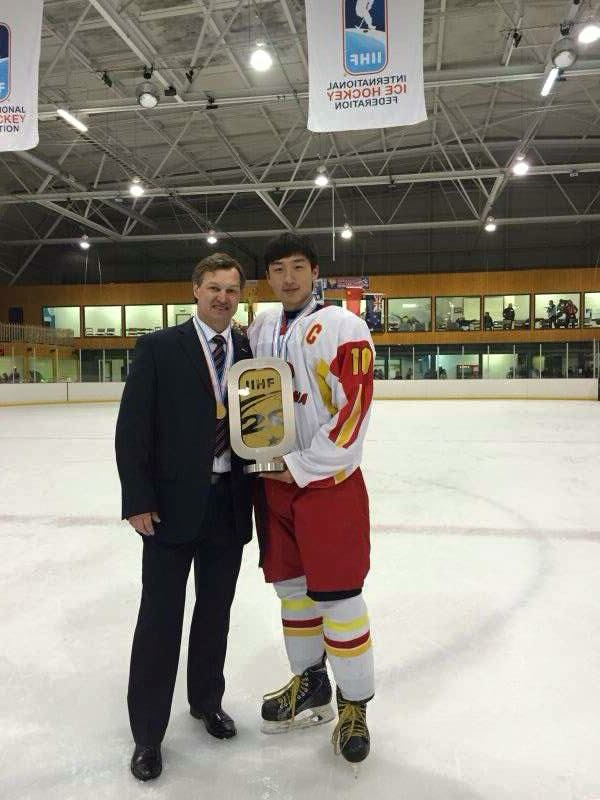
Вместе с капитаном молодёжной сборной Китая
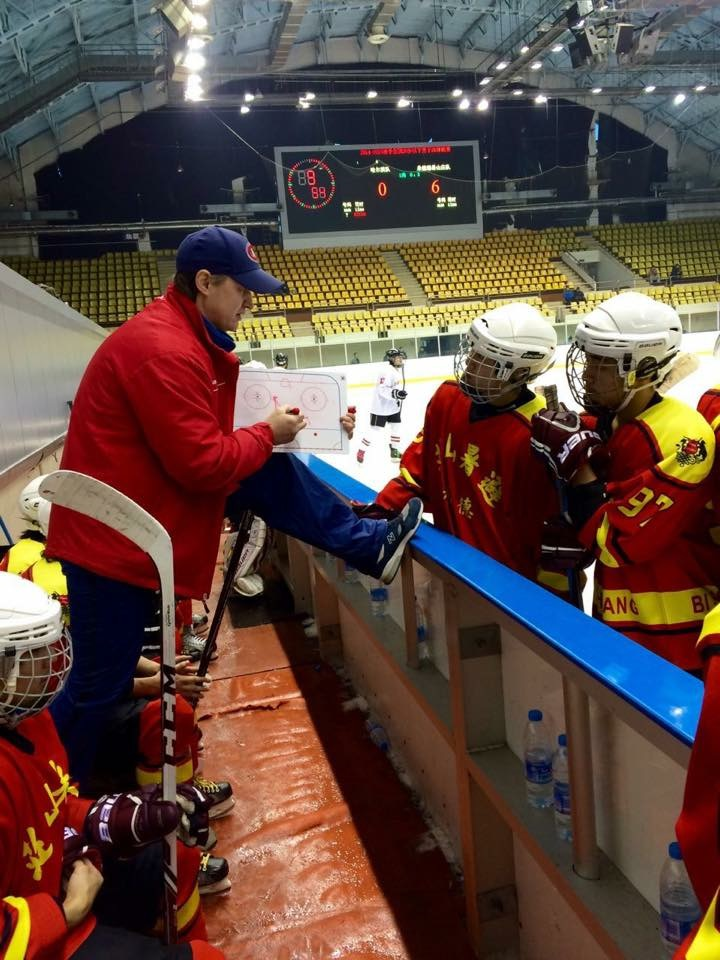
На тренерском мостике